# Estação Charles de Gaulle
Charles de Gaulle é uma estação da linha única do Metro de Rennes .